# Golfo de Botnia
El golfo de Botnia (finés: Pohjanlahti, en sueco: Bottniska viken) es un golfo situado entre el oeste de Finlandia y el este de Suecia. Su superficie es de 116 300 km², tiene 725 km de longitud, entre 80 y 240 km de ancho y una profundidad media de 60 m, siendo su máximo de 295 m. Es el brazo más septentrional del mar Báltico. Sus aguas son poco profundas, bastante frías, permaneciendo helada la parte más norteña durante cinco meses al año, y de poca salinidad, pudiendo incluso vivir en sus aguas diversas especies de peces de agua dulce.
El golfo de Botnia tiene su parte más estrecha en la zona entre las ciudades Umeå (Suecia) y Vaasa (Finlandia), en el denominado estrecho de Kvarken. 

## Etimología del nombre
Botnia es una latinización de la expresión del antiguo idioma nórdico botn, que significa «bajo». El nombre botn se aplicaba al golfo como Helsingjabotn en el antiguo idioma nórdico, en contraposición a Hälsingland, que era el nombre que recibía la zona costera al oeste del golfo. Posteriormente, botten fue aplicado a las regiones Västerbotten en la parte oeste y Österbotten en la parte este. El nombre finés de Österbotten, Pohjanmaa, o «Pohja»-tierra, aporta una pista de su significado en ambas lenguas: pohja significa «bajo» y «Norte» a la vez.
Botn/botten es una palabra del mismo origen que la palabra inglesa «bottom», y puede formar parte de una forma general de referirse a las zonas terrestres bajas, en contraposición a tierras altas, tales como la región neerlandesa, Samogitia (Lituania), y Sambia (Óblast de Kaliningrado, Rusia). 
Una segunda posibilidad es que botten tenga como significado una forma escandinava alternativa de referirse a «lo más lejano». Así, el golfo de Botnia sería la extensión más lejana del océano.
Julius Pokorny aporta que la palabra deriva de la raíz indoeuropea «*bhudh-m(e)n» con la variante «*bhudh-no-», de la cual deriva el latín fundus, de la cual deriva, hondo. El significado original de la palabra inglesa North (Norte), procedente del término indoeuropeo «*ner-», «debajo», deja entrever un significado original de «tierras bajas». También, algunos autores clásicos solieron darle el significado de «lo más externo», ya que las tierras del Norte eran lo más lejano a ellos.
El averiguar qué significado prevalecía en el término es difícil de determinar, especialmente por la gran interacción, asimilación e intercambio cultural entre las culturas europeas. La cuestión de si Pohjanmaa se traduce como botten o viceversa es una cuestión para la historia y la arqueología, relacionada con quién se estableció primero en la región.

## Historia
Debido al hundimiento del terreno, el archipiélago de Kvarken y toda la costa actual del golfo de Botnia no pudieron poblarse hasta bastante tarde. Las primeras evidencias escritas de asentamientos permanentes en el archipiélago de Kvarken se remontan a principios del siglo XV. Hasta finales del siglo XVII, la pesca y la caza de focas eran las principales ocupaciones del archipiélago. En el siglo XVII, el Kvarken era un concurrido punto de paso de personas, correo y mercancías. Durante el Calcolítico, el acceso desde Finlandia a Suecia continental se realizaba a lo largo del camino litoral (en sueco: Norrstigen, «pohjanpolku»), que se desvía del antiguo camino postal Turku-Estocolmo en Vehmaa, desde donde discurre por la costa occidental hasta Tornio y desde allí por la costa sueca hasta Estocolmo. 
En 1714, durante la Gran Guerra del Norte, una división naval dirigida por el general de división Golovin cruzó el golfo de Botnia en septiembre y atacó Umeå. Saquearon la ciudad y la incendiaron. En el camino de vuelta, estalló una tormenta y muchos barcos se hundieron en el archipiélago de Kvarken. Durante la Gran Guerra de 1714-1721, la mayoría de los pueblos costeros fueron incendiados.  Durante la Guerra de Finlandia, los rusos atacaron Umeå por el hielo durante el invierno.
En la guerra de Crimea -desde el punto de vista finlandés Guerra de Oolania- la flota británica invadió el golfo de Botnia. Kokkola fue escenario de la escaramuza de Halkokar, en la que los kokkolanos consiguieron sorprender a los británicos.  El canal que conducía a Oulu estaba accesible, por lo que los británicos avanzaron con mucha cautela, pero con la ayuda de un piloto de origen finlandés llegaron a la ciudad y quemaron el astillero de Varjakan y Tervahovi. 
Durante la Primera Guerra Mundial, la travesía del Kvarken formaba parte de la ruta secreta de Jäger hacia el entrenamiento militar en Alemania. Durante la Guerra de Invierno, el mar estuvo congelado durante mucho tiempo, la carretera de hielo funcionó durante dos meses y por ella se transportaron más de 2.000 camiones cargados de mercancías, inicialmente ropa y alimentos y más tarde suministros militares..

## Geología
El lecho rocoso del Golfo de Botnia forma parte del Escudo Báltico. Es el basamento rocoso más antiguo de Europa y está formado por rocas metamorfoseadas del Eón arcaico y del Eón Proterozoico. La roca tiene un espesor de 200-300 km. El glaciar continental deprimió y dio forma al Escudo Báltico, que continúa levantándose después de la Edad de Hielo.
El golfo de Botnia, junto con el mar Báltico, forma parte de lo que prehistóricamente, hasta el Pleistoceno, conformó la amplia llanura de la cuenca fluvial del río Eridanos. Este río nacía en la región de Laponia, fluía a través de lo que es hoy el golfo de Botnia, y desembocaba en el mar del Norte formando un delta de inmensas proporciones. A partir del Pleistoceno se produjeron varios episodios de glaciarismo mediante los cuales la zona se hundió bajo el nivel del mar por el peso del hielo. Esto sucedió hace unos 700 000 años. A partir de entonces las características que determinaron lo que es el actual golfo las conformaron el peso de la capa de hielo que hundía la región y el subsiguiente ajuste isostático.
La cuenca del mar Báltico evolucionó por encima del margen del cratón europeo oriental, formándose durante la Era Paleoproterozoica hace unos 2.500 millones de años mediante radiocarbono (~2,5  Ga BP), excepto la parte occidental del Cratón, que se formó durante la Era Mesoproterozoica (~1,6 Ga BP). Durante este periodo, la cuenca estuvo activa debido a la extensa intrusión de granito ígneo y rocas magmáticas. Las depresiones rellenas por rocas volcánicas y sedimentarias están asociadas principalmente a intrusiones mesoproterozoicas, como ejemplifica la extensa depresión del mar de Botnia. Los fondos de Selkämeri y Perämeri contienen Arenisca formada a partir de sedimentos acumulados hace entre 1 400 y 1 200 millones de años.
Antes de la Edad de Hielo del Vístula hace 130 000 - 115 000 años, el golfo de Botnia formaba parte de la Eemmerta. El golfo de Botnia permaneció bajo el glaciar mucho más tiempo que el golfo de Finlandia. El Golfo de Botnia se liberó del glaciar sólo cuando el levantamiento de la tierra separó Ancylusjärvi del océano. Hace unos nueve mil años, al elevarse el nivel del océano, el agua salada comenzó a fluir a través del Estrecho Danés hacia el mar Báltico y comenzó el período del Mar Litoral.

## Localidades a orillas del golfo
Algunas de las localidades más importantes que tienen costa en este golfo son:
- En Finlandia: Vaasa, Pori, Oulu y Kokkola.
- Suecia: Luleå, Umeå, Örnsköldsvik, Härnösand, Sundsvall, Gävle.

## Ríos tributarios del golfo
El golfo de Botnia drena gran parte de Suecia y de Finlandia. Los principales ríos son, yendo de oeste a este, esto es, desde el extremo suroccidental, en Suecia, en sentido antihorario, los siguientes:  
- en Suecia:

- río Dal  (Dalälven), en la costa de la provincia de Upsala, con una longitud de 541,7 km;
- río Ljusnan (Ljusnanälven), en la provincia de Gävleborg, con una longitud de 443,3 km;
- río Ljungan (Ljunganälven), en Gävleborg, con una longitud de 399,3 km;
- río Indals (Indalsälven), en la provincia de Västernorrland, con una longitud de 430 km;
- río Ångerman (Ångermanälven), en Västernorrland, con una longitud de 463 km;
- río Ume (Umeälven), en la provincia de Västerbotten, con una longitud de 460 km;
- río Skellefte (Skellefteälven), en Västerbotten, con una longitud de 410 km;
- río Pite (Piteälven), en la provincia de Norrbotten, con una longitud de 400 km;
- río Lule  (Luleälven), en Norrbotten, con una longitud de 460,8 km;
- río Kalix  (Kalixälven), en Norrbotten, con una longitud de 460,6 km;

- frontera Suecia-Finlandia:

- río Torne  (Torneälven), con una longitud de 570 km;

- en Finlandia:

- río Kemi, en la Laponia finlandesa, con una longitud de 550 km, el río más largo de Finlandia;
- río Oulu (u Oulujoki)

## Pesca
El Golfo de Botnia, es una región rica en biodiversidad marina y una de las áreas pesqueras más importantes de la región. Este golfo, que se extiende desde el norte, donde se conecta con el mar de Finlandia, hasta el sur, donde se encuentra con el mar de Åland, es conocido por su gran abundancia de especies marinas, lo que lo convierte en un recurso vital para las economías pesqueras de Suecia y Finlandia.
La pesca en el Golfo de Botnia se caracteriza por la diversidad de especies que habitan sus aguas. Entre los peces más comunes en la región se encuentran el arenque, el bacalao, la trucha y el salmón. El arenque, en particular, es una especie clave tanto para la pesca comercial como para la pesca recreativa, ya que su población es abundante en las aguas del golfo. También se pescan peces de fondo como el lenguado, el abadejo y el besugo, los cuales tienen un gran valor comercial. Además, la región es rica en mariscos, especialmente en mejillones, cangrejos y camarones, que representan una fuente importante de ingresos para la industria pesquera.
La industria pesquera en el Golfo de Botnia ha sido históricamente una actividad económica crucial para Finlandia y Suecia, contribuyendo a la creación de empleo y a la seguridad alimentaria. En ambos países, la pesca comercial se ha modernizado a lo largo de las décadas, utilizando embarcaciones más grandes y equipadas con tecnología avanzada para mejorar la eficiencia de la captura. Además, la acuicultura ha crecido en importancia, especialmente en la cría de salmón y trucha, lo que ha permitido satisfacer la demanda interna y externa de estos productos pesqueros.

### Volumen
En 2022, la captura total de la pesca comercial marina de Finlandia fue de aproximadamente 87 millones de kilogramos, marcando una disminución de 11 millones de kilogramos en comparación con el año anterior.
El arenque del Báltico y el espadín fueron las especies predominantes, representando el 94% de la captura total. La mayor parte del arenque del Báltico se pescó en el mar de Botnia, mientras que el espadín se capturó principalmente en el norte del Báltico Central y el Golfo de Finlandia.
La cuota de arenque del Báltico de Finlandia está dividida entre dos áreas regulatorias. En 2022, se utilizó el 71% de la cuota asignada para el Golfo de Botnia, mientras que se utilizó el 95% de la cuota para el Golfo de Finlandia, el mar del Archipiélago y el Báltico Central. La cuota de espadín se utilizó en su totalidad. Cabe destacar que se alcanzó menos de la mitad de la cuota de salmón, totalizando un poco más de 16,500 peces, y se utilizó el 59% de la cuota de bacalao de 44,000 kilogramos.
Es importante señalar que la población de arenque del Báltico en el Golfo de Botnia ha disminuido a niveles críticos, con observaciones que indican que los arenques se han vuelto más pequeños y no están creciendo como se esperaba.
Además, el número de pescadores comerciales activos ha ido disminuyendo durante la última década, pasando de más de 1,500 a aproximadamente 1,000 en 2022. Esta reducción en el esfuerzo pesquero, junto con el estado de las poblaciones de peces y la demanda de pescado, ha influido en los volúmenes de captura.
En resumen, aunque el Golfo de Botnia sigue siendo una zona significativa para la pesca comercial marina de Finlandia, particularmente para el arenque del Báltico, se ha observado un notable declive en las poblaciones de peces y en la actividad pesquera en los últimos años.

### Desafíos
Sin embargo, la pesca en el Golfo de Botnia enfrenta varios desafíos. La sobrepesca y la contaminación del agua son problemas persistentes que amenazan la sostenibilidad de los ecosistemas marinos. Tanto Finlandia como Suecia han implementado políticas de gestión pesquera para garantizar la sostenibilidad de los recursos, como las cuotas de pesca y las restricciones estacionales. Estas medidas buscan proteger las poblaciones de peces y promover prácticas pesqueras responsables.

## Especialidad culinaria
La parte sueca del golfo en su zona más meridional es famosa por el caviar Kalix löjrom, una especialidad culinaria con Indicación Geográfica Protegida de la UE. En las inmediaciones de la ciudad de Kalix y las islas que la circundan desova el corégono blanco que es la materia prima de este caviar, cuyo sabor único parece ser que se debe a la escasa salinidad de las aguas del golfo.

## Economía
Existe una importante masa forestal en las tierras que circundan al golfo, y existen varias empresas papeleras.